# Borredà
Borredà – gmina w Hiszpanii, w prowincji Barcelona, w Katalonii, o powierzchni 43,56 km². W 2011 roku gmina liczyła 594 mieszkańców.